# 北海道道350号倶多楽湖公園線

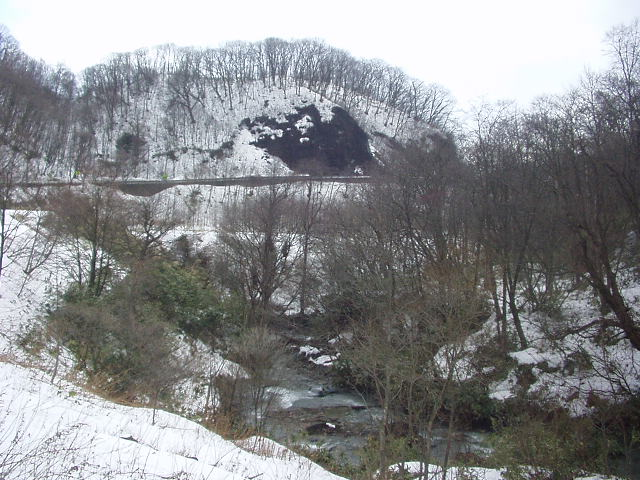
クスリサンベツ川から望む倶多楽湖公園線

北海道道350号倶多楽湖公園線（ほっかいどうどう350ごう くったらここうえんせん）は、北海道登別市と白老郡白老町を結ぶ一般道道（北海道道）である。

## 概要

### 路線データ
- 起点：北海道登別市中登別町（北海道道2号洞爺湖登別線交点）
- 終点：北海道登別市中登別町（北海道道2号洞爺湖登別線交点）
- 総延長：15.322 km
- 実延長：15.294 km
- 重用延長：0.028 km

### 道路管理者
- 胆振総合振興局 室蘭建設管理部 登別出張所

## 歴史
- 1961年（昭和36年）3月31日 - 路線認定[1]。

## 路線状況

### 道路施設

#### 主な橋梁
- 湯乃国橋（470 m、クスリサンベツ川、登別市中登別町）
- つつじ橋（317 m、クスリサンベツ川、登別市中登別町）

## 地理

### 通過する自治体
- 胆振総合振興局
  - 登別市
  - 白老郡白老町

### 交差する道路
登別市
- 北海道道2号洞爺湖登別線 - 中登別町（起点）
- 北海道道2号洞爺湖登別線 - 中登別町（終点）

### 沿線にある施設など
登別市
- 登別温泉ゴルフクラブ
- ユートピア牧場
- 倶多楽湖
- 大湯沼
- 登別原始林
- 登別温泉

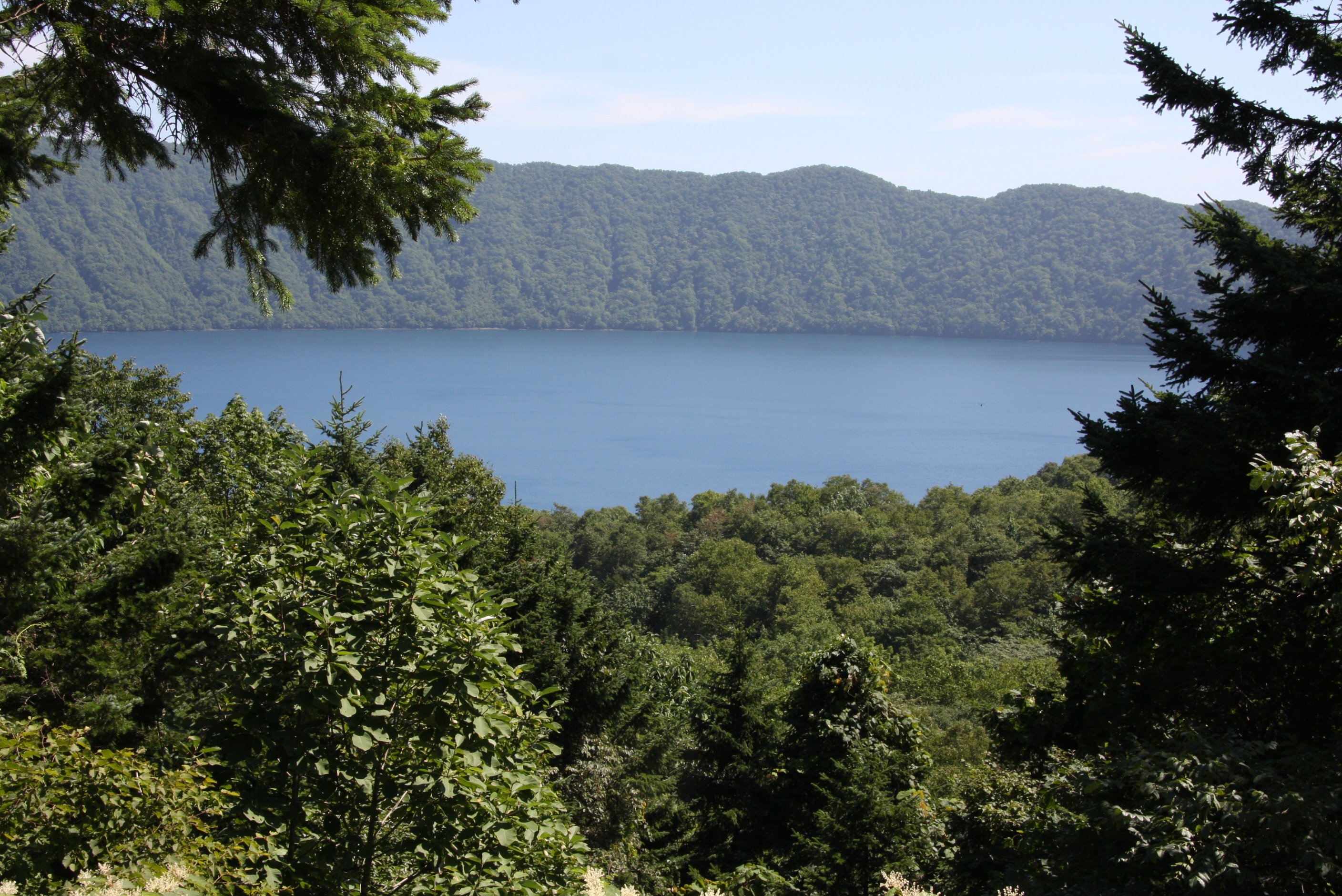
登別市・白老町境付近の扇型展望台から望む倶多楽湖

- 登別温泉ロープウェイ - 登別温泉町224
- のぼりべつクマ牧場 - 登別温泉町224
- 室蘭信用金庫登別温泉支店 - 登別温泉町20-3
- 登別温泉郵便局 - 登別温泉町12-4
- 室蘭警察署登別温泉交番 - 登別温泉町17
- 登別市消防本部登別市消防署登別温泉支署 - 登別温泉町17
- のぼりべつ文化交流館・カント・レラ